# Hornasjö
Hornasjö är en sjö i Ljungby kommun i Småland och ingår i Lagans huvudavrinningsområde. Sjön har en area på 0,303 kvadratkilometer och ligger 127 meter över havet.

## Delavrinningsområde
Hornasjö ingår i det delavrinningsområde (628147-137626) som SMHI kallar för Ovan Bolmån. Medelhöjden är 147 meter över havet och ytan är 147,52 kvadratkilometer. Räknas de 162 avrinningsområdena uppströms in blir den ackumulerade arean 3 009,66 kvadratkilometer. Avrinningsområdets utflöde Lagan (Härån) mynnar i havet. Avrinningsområdet består mestadels av skog (52 procent), öppen mark (10 procent) och jordbruk (19 procent). Avrinningsområdet har 0,3 kvadratkilometer vattenytor vilket ger det en sjöprocent på 0,2 procent. Bebyggelsen i området täcker en yta av 10,43 kvadratkilometer eller 7 procent av avrinningsområdet.